# دانيال ألفارادو
دانيال ألفارادو (بالإسبانية: Daniel Alvarado)‏ هو ممثل فنزويلي، ولد في 12 أغسطس 1949 في ماراكايبو في فنزويلا.

## أعمال

### أفلام
- (1994) عن الحب والظلال

## وصلات خارجية
- دانيال ألفارادو على موقع IMDb (الإنجليزية)
- دانيال ألفارادو على موقع ألو سيني (الفرنسية)
- دانيال ألفارادو على موقع أول موفي (الإنجليزية)
- دانيال ألفارادو على موقع قاعدة بيانات الفيلم (الإنجليزية)
- دانيال ألفارادو على موقع كينوبويسك (الروسية)